# Tetróxido de rutênio
Tetróxido de rutênio é o composto de fórmula química RuO4.